# Parassitismo

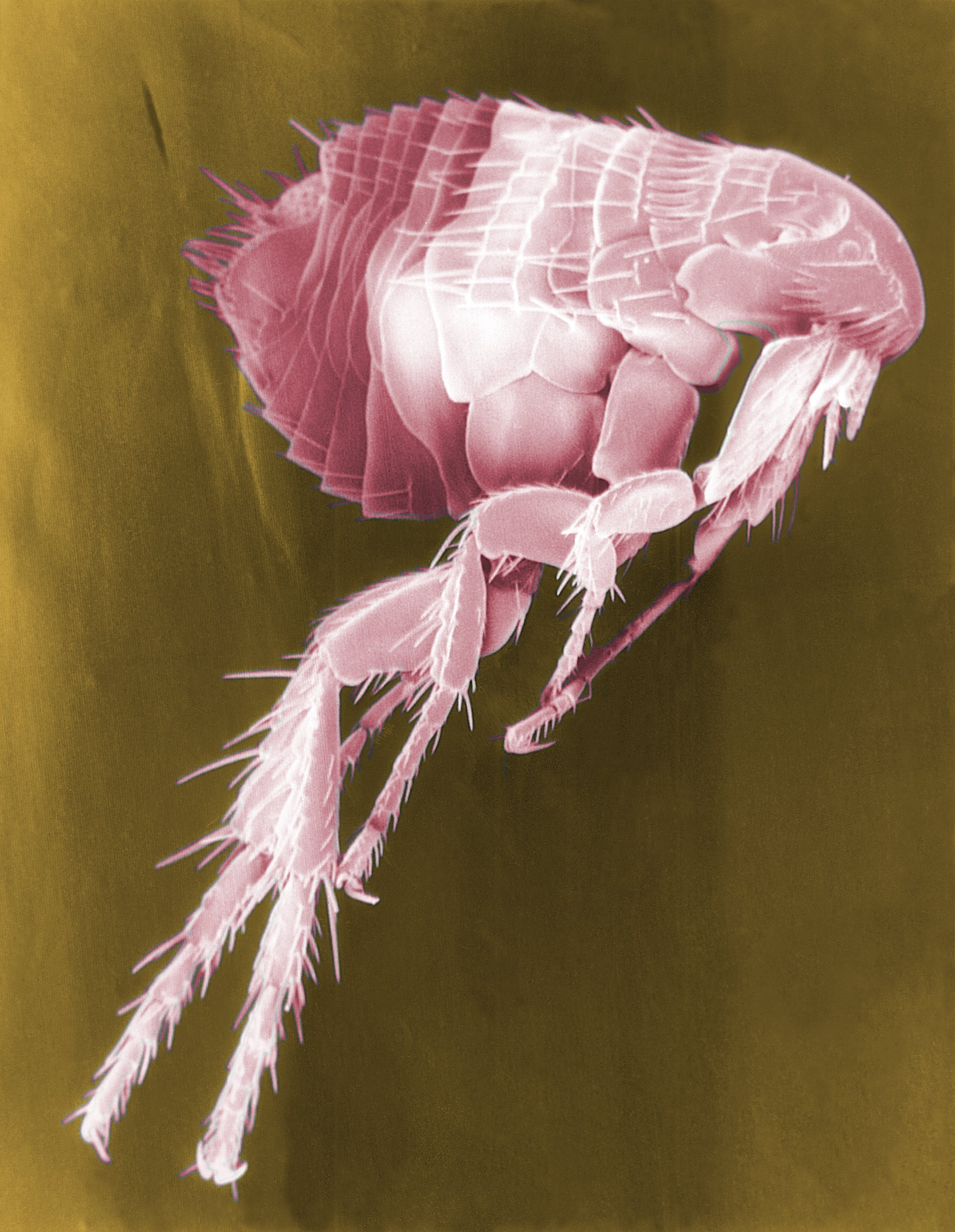
Scansione al microscopio elettronico di una pulce

Il parassitismo (dal greco παράσιτος) è una forma di interazione biologica, generalmente di natura trofica, fra due specie di organismi di cui uno è detto parassita e l'altro ospite.
A differenza della simbiosi mutualistica, il parassita trae un vantaggio a spese dell'ospite, creandogli un danno biologico.
Le proprietà che identificano in generale un rapporto di 
parassitismo sono le seguenti:
- Il parassita è privo di vita autonoma e dipende dall'ospite a cui è più o meno intimamente legato da una relazione anatomica e fisiologica obbligata.
- Il parassita ha una struttura anatomica e morfologica semplificata rispetto all'ospite.
- Il ciclo vitale del parassita è più breve di quello dell'ospite e si conclude prima della morte dell'ospite.
- Il parassita ha rapporti con un solo ospite che invece può avere rapporti con più parassiti.

Il concetto di parassita differisce da quello di parassitoide che, a differenza del parassita propriamente detto, termina il suo ciclo vitale oppure la fase parassitica del suo ciclo vitale causando la morte dell'ospite. Per esempio questo comportamento si riscontra in molti insetti ausiliari le cui fasi giovanili si svolgono a spese di un ospite che viene ucciso al termine del ciclo di sviluppo.
Il concetto di parassita differisce anche da quello di predatore che è dotato di vita autonoma, ha spesso una struttura morfoanatomica più complessa, ha rapporti con più vittime e, nel rapporto trofico, causa in genere la morte della vittima.
Infine il parassita non va identificato a rigore con il fitofago in senso lato: molti insetti fitofagi sono comunemente considerati parassiti delle piante. In realtà il rapporto trofico tra un fitofago e una pianta, analogo a quello degli erbivori, è assimilabile a una particolare forma di predazione da parte di un organismo consumatore a spese di un produttore. Il parassitismo è un fenomeno molto studiato in etologia e stimola numerose ricerche e ipotesi anche in altri campi della biologia: per esempio a esso è legata la teoria del fenotipo esteso che l'etologo Richard Dawkins ha presentato nel suo omonimo saggio (1982).

## Esempi di parassitismo
Il parassitismo è una forma associativa molto diffusa, tanto che si può affermare che nessuna specie ne sia immune. Il parassita può essere un microrganismo, un vegetale o un animale. Nella grande maggioranza dei casi appartiene ai gruppi sistematici inferiori (Batteri, Protozoi, Funghi) ed è di piccole dimensioni; tuttavia esistono parassiti anche fra gli Artropodi (Crostacei, Insetti), Platelminti, Nematodi, Vertebrati (Ciclostomi) e Angiosperme (vischio, cuscuta). Anche l'ospite può appartenere a qualsiasi gruppo sistematico ed è più grande del parassita.
Nella scala evolutiva non necessariamente il parassita s'identifica in un organismo primitivo rispetto all'ospite. Il parassitismo è infatti in molti casi una sorta di specializzazione biologica che porta ad un'involuzione secondaria. Infatti fra gli insetti sono frequenti specie parassitoidi proprio negli ordini più evoluti (Ditteri, Imenotteri).
I termini beneficio e danno sono da intendersi in senso lato; se un organismo diventa fisicamente più forte a causa di un'infezione, ma perde la capacità riproduttiva è danneggiato nel senso evoluzionistico del termine poiché attaccato dal parassita. È il caso della lumaca che può essere infettata dalla Platyhelminthes.

## Tipi di parassitismo

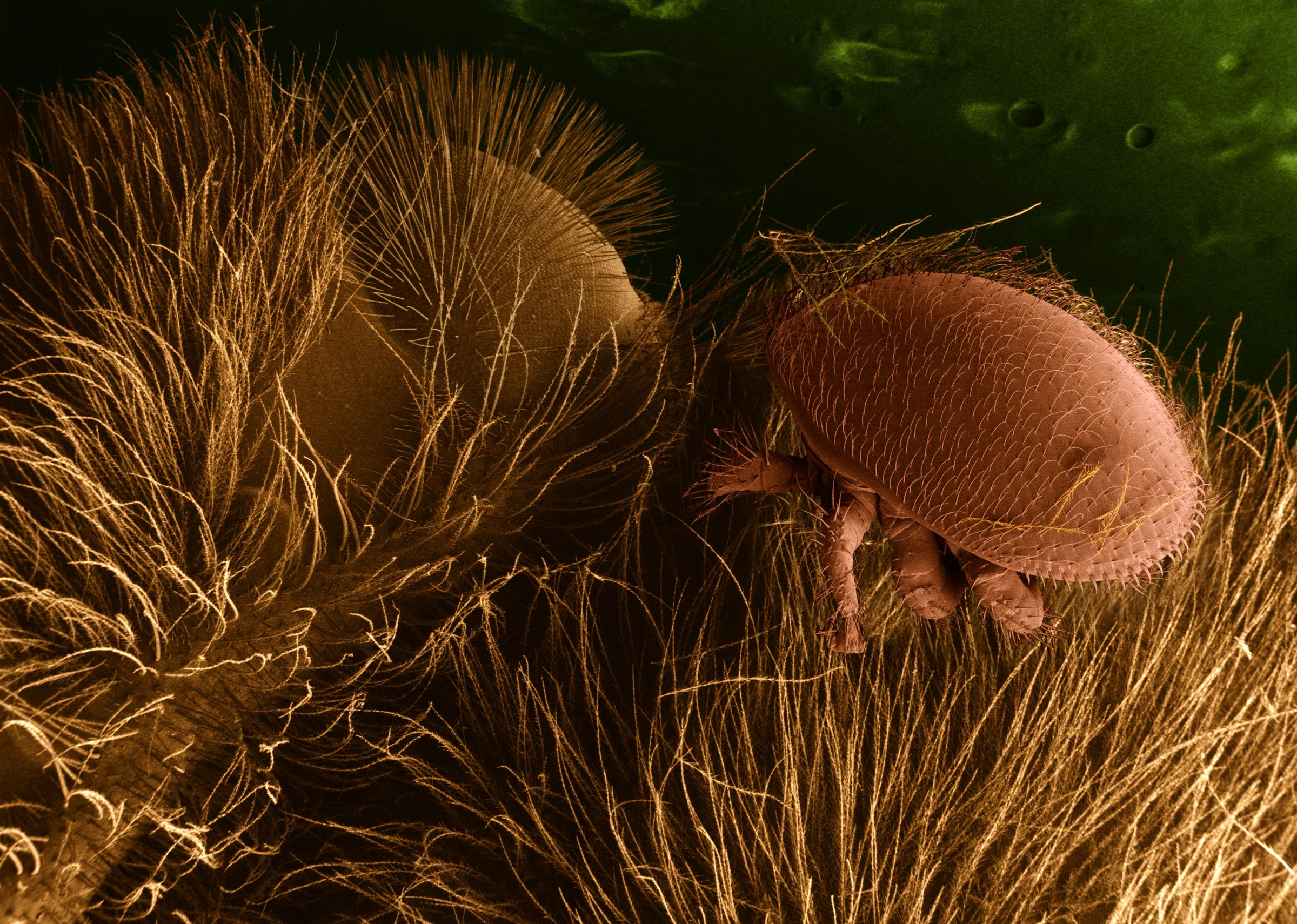
Varroa, ectoparassita sul corpo di un'ape.

### Parassita facoltativo
È in grado di vivere autonomamente ricorrendo all'occorrenza a forme di regime dietetico non riconducibili al parassitismo.

### Emiparassita
Organismo vegetale parzialmente autotrofo, in grado di svolgere autonomamente la fotosintesi, che completa il suo fabbisogno di acqua e sali minerali attaccandosi alla radice o al fusto di altri vegetali (es.: il vischio).

### Oloparassita
Organismo, sia vegetale che animale, il cui ciclo vitale dipende totalmente dal suo ospite, indicati anche come parassiti completi o obbligati. nel mondo vegetale le oloparassite sono prive di clorofilla ed estraggono acqua, carbonio e principi nutritivi dalle altre piante.

### Endoparassita
Detto anche parassita endofago, vive all'interno del corpo dell'organismo ospite e in genere mostra un notevole grado di specializzazione anatomica e fisiologica finalizzata al particolare ambiente che lo deve ospitare (esempio: tenia).

### Ectoparassita
Detto anche parassita ectofago, vive all'esterno del corpo dell'organismo ospite, a cui è comunque strettamente legato. La specializzazione anatomica e fisiologica è in genere limitata all'apparato boccale e ad organi che gli permettono di restare legato all'ospite (esempio: zecca)

### Cleptoparassita
Ruba, di nascosto o in modo aggressivo, il cibo che l'ospite è riuscito a procacciarsi o a recuperare in altro modo. Depone l'uovo nei nidi di altre specie (esempio: Cuculidae#Parassitismo di covata ).
È una pratica non rara nel regno animale come ad esempio tra gli uccelli rapaci e soprattutto nel mondo degli insetti. Alcune specie di uccello, tra cui le fregate ed il nibbio fischiatore, possono arrivare perfino a forzare altri uccelli a rigurgitare il cibo per nutrirsene.

### Parassitoide
Può essere considerata una forma di transizione fra il parassita propriamente detto e il predatore. Nei parassitoidi il parassitismo è limitato alle prime fasi dello sviluppo mentre l'individuo adulto ha vita autonoma. Si distinguono parassitoidi idiobionti che paralizzano l'ospite bloccandone lo sviluppo e parassitoidi koiniobionti che lasciano l'ospite libero di muoversi e di progredire nel proprio sviluppo.
I parassitoidi si riscontrano fra gli insetti entomofagi e sono perciò largamente sfruttati in metodologie di lotta biologica contro gli insetti dannosi. Da un punto di vista pratico sono un ottimo mezzo di controllo delle dinamiche di popolazione in quanto in caso di percentuali di parassitizzazione elevate riducono sensibilmente il potenziale riproduttivo della specie ospite.

### Coparassitismo
È un rapporto di competizione interspecifica fra parassiti di specie diversa che sono associati alla stessa specie ospite. Il coparassitismo può sfociare in casi di multiparassitismo o di iperparassitismo.

### Multiparassitismo
È un rapporto di competizione interspecifica fra parassiti di specie diversa (coparassiti) che attaccano contemporaneamente lo stesso individuo.

### Superparassitismo
È un rapporto di competizione intraspecifica fra parassiti della stessa specie (gregari) che si sviluppano a spese di uno stesso individuo, talvolta in numero elevato. Il superparassitismo si riscontra ad esempio nei Ditteri Tachinidi a spese di larve di lepidotteri.

### Iperparassita
È un organismo che si sviluppa a spese di un altro parassita. Una catena alimentare che segue la via del parassitismo ha sempre inizio con un parassita primario. I parassiti di ordine superiore (secondari, terziari) sono iperparassiti.

### Autoparassita
È un organismo che si sviluppa a spese di un ospite della stessa specie. Forme di autoparassitismo si riscontrano ad esempio in alcuni animali vivipari dove lo sviluppo postembrionale si attua in parte all'interno del corpo della madre.

## Comportamento dei parassiti e degli ospiti
Molti endoparassiti attaccano l'ospite in modo passivo come le Ascaris lumbricoides, un endoparassita dell'intestino umano che depone una grande quantità di uova che possono essere espulse all'esterno contagiando così, in luoghi di cattiva igiene, altri esseri umani che involontariamente le ingeriscono. Invece gli ectoparassiti spesso adottano elaborati meccanismi e vere e proprie strategie per attaccare un ospite. Per esempio alcune specie di sanguisughe individuano l'ospite tramite sensori di movimento e ne accertano l'identità attraverso la temperature della pelle e tramite indicazioni chimiche prima di attaccarlo.

### Uomini e parassiti
Quando circa 200.000 anni fa Homo sapiens mosse i primi passi, era già infestato dai parassiti che affliggevano i suoi progenitori antropomorfi, e che ne avrebbero condizionato la storia e l'esistenza. Vecchi e nuovi parassiti si sono da subito mossi al suo fianco, traendo vantaggio dalle peculiarità di questa nuova specie e trasformando in consuete abitudini nella culla di inedite specie infestanti. Ne è un esempio il pidocchio dei vestiti. La perdita di una vistosa pelliccia aveva permesso ai primi uomini di sbarazzarsi di molti ectoparassiti, concedendo solo pube e capelli a piattole e pidocchi.
Quando circa 50.000 anni fa,  lasciata l'Africa, climi più freschi imposero l'utilizzo di indumenti, dal pidocchio dei capelli Pediculus humanus capitis si divise la sottospecie Pediculus humanus humanus o pidocchio dei vestiti, mutante di successo che ancora oggi trova rifugio in cuciture e risvolti di abiti poco avvezzi al lavaggio. Indagini genetiche hanno confermato questa ipotesi, datando a qualche centinaia di migliaia di anni fa la comparsa del pidocchio dei capelli e circa 70-50.000 anni fa quella del pidocchio dei vestiti.
Oltre alle novità fisiologiche e comportamentali, anche la variabile demografica giocò il suo ruolo nel selezionare i parassiti e i patogeni che avrebbero accompagnato e stravolto l'esistenza dell'uomo. L’accentramento conseguente alla rivoluzionaria scoperta dell'agricoltura e la crescente concentrazione di animali d'allevamento, ma anche di insetti e topi, offrirono le condizioni ideali al prosperare di nuovi parassiti, soprattutto batterici e virali, molti dei quali si svilupparono da quelli che infestavano gli animali domestici. Per i parassiti la densità degli ospiti è un fattore fondamentale ai fini della riproduzione e della diffusione. I primi insediamenti umani, pur se stanziali erano di dimensioni così ridotte da non consentire il mantenimento di un serbatoio dell’infezione, ma quando le città divennero abbastanza grandi, questo fu possibile. Allo sviluppo della città seguirono lo sviluppo del commercio, le esplorazioni e le guerre. Merci, persone e soldati iniziarono a percorrere lunghi tragitti e con loro si spostarono anche i parassiti. L’esempio più calzante è quello della Peste Nera, così chiamata per il colore livido che ne contraddistingue le vittime. È causata dal batterio Yersinia pestis, trasmesso da ospite a ospite con il morso del suo vettore - le pulci di roditori infetti - o direttamente da uomo a uomo tramite le goccioline di muco diffuse tossendo. Gli individui infetti si ammalano in breve tempo, da poche ore a pochi giorni, e la morte può sopraggiungere rapidamente.
Serbatoio del bacillo è soprattutto il ratto comune (Rattus rattus), nativo dell'India centrale,  focolaio di origine della malattia. Agili arrampicatori, i ratti salivano con facilità a bordo delle navi da carico che salpavano alla volta di porti asiatici e mediterranei, mentre nascosti nei bagagli delle carovane si diffusero nelle steppe dell'Asia, dove trasmisero il bacillo della peste ai roditori della regione. Nel 1331, un'epidemia di peste si diffuse in tutta la Cina. Le armate mongole portarono con loro la malattia mentre dilagavano attraverso l'Asia verso il Mediterraneo. Nel 1346, all'assedio in Crimea, l'esercito mongolo era ormai devastato dalla peste e si ritirò dopo aver catapultato i cadaveri degli appestati all'interno delle mura della città. Terminato l'assedio il commercio riprese, e con le merci la peste - non ancora manifesta - raggiunse i porti mediterranei.
Le condizioni erano perfette per la diffusione della malattia. L’Europa stava vivendo un forte aumento demografico; il clima stava peggiorando e i raccolti iniziavano a guastarsi. Per la fine di dicembre del 1347, la peste si era diffusa in Italia e nella Francia meridionale: per la fine di dicembre del 1348 raggiunse la Germania meridionale e l'Inghilterra, e per la fine del 1350 la Scandinavia. Tra il 1348 e il 1350 oltre 20 milioni di persone - un terzo della popolazione europea morì di Peste Nera. Le conseguenze furono anche economiche.
Le campagne spopolate e le colture decimate abbandonate assestarono un duro colpo al sistema feudale.
L’artigianato fu impoverito da perdite illustri e stravolto dalle nuove regole di ammissione, necessariamente meno severe per fare fronte alla decimata forza lavoro. Dispute legali per le eredità infiammarono famiglie illustri, e non pochi ne approfittarono per arricchirsi. L’Europa fu scossa da una grave crisi economica e sociale, e la causa era un parassita.
Focolai epidemici tardivi si ripresentano nel 1630 a Milano, nel 1665 a Londra e nel 1720-21 a Marsiglia.
Sporadiche ricomparse nel Novecento hanno ancora causato milioni di morti in India e persino alcune centinaia di decessi negli Stati Uniti, fino al 1944, quando gli antibiotici furono finalmente in grado di curare la malattia.
Ancora presente in popolazioni di roditori in Asia e in Africa, il bacillo della peste torna periodicamente a far parlare di sé in brevi e circoscritte epidemie. Altre malattie introdotte popolazioni prive di immunità hanno imitato la diffusione e la devastazione della Peste Nera. Il vaiolo, il morbillo e il tifo, portati nel Nuovo Mondo dagli esploratori e dai coloni spagnoli e inglesi, si diffusero con violenza tra le popolazioni indigene.
Sterminarono gli Aztechi in Messico e quasi completamente la popolazione nativa americana della costa nordorientale, permettendo l'insediamento incontrastato degli inglesi. Nel 1918 una massiccia epidemia influenzale, nota come "la Spagnola", si diffuse in tutto il mondo uccidendo 20 milioni di persone, di cui quasi 400 000 soltanto in Italia, per via dell'elevata velocità di mutazione dei virus influenzali, superiore allo sviluppo della resistenza alla malattia.
Non va assolutamente dimenticato che i parassiti possono colpire l'uomo anche indirettamente danneggiando fonti di sussistenza alimentare ed economica.
Fu questo il caso della peronospora della patata, fungo parassita del prezioso tubero.
Quando l'oidio della vite sbarcò in Europa, esso fece in pochi decenni strage della viticoltura continentale con una conseguente devastante crisi economica, che costrinse migliaia di braccianti italiani a migrare lontano. L'incremento demografico, i cambiamenti climatici, l'immigrazione e la globalizzazione hanno favorito il diffondersi di parassiti esotici, sconosciuti o dimenticati.I medici di base, non più preparati al riguardo, faticano a diagnosticare parassitosi radicate da tempo e rientrate in seguito a turismo e immigrazione, o a individuare parassiti estranei all'ecologia italiana. Testimoni dei danni conseguenti allo spostamento su scala planetaria e sovente incontrollato di persone, animali e merci sono anche la varroa, la diabrotica del mais, il punteruolo rosso, e molti altri parassiti di animali e di piante di interesse agroalimentare, come pure l'ebola, l'AIDS e le nuove forme mutanti di tubercolosi.
Il costo sociale ed economico del parassitismo è alto e non bisogna mai abbassare la guardia.

## Morfologia dei parassiti

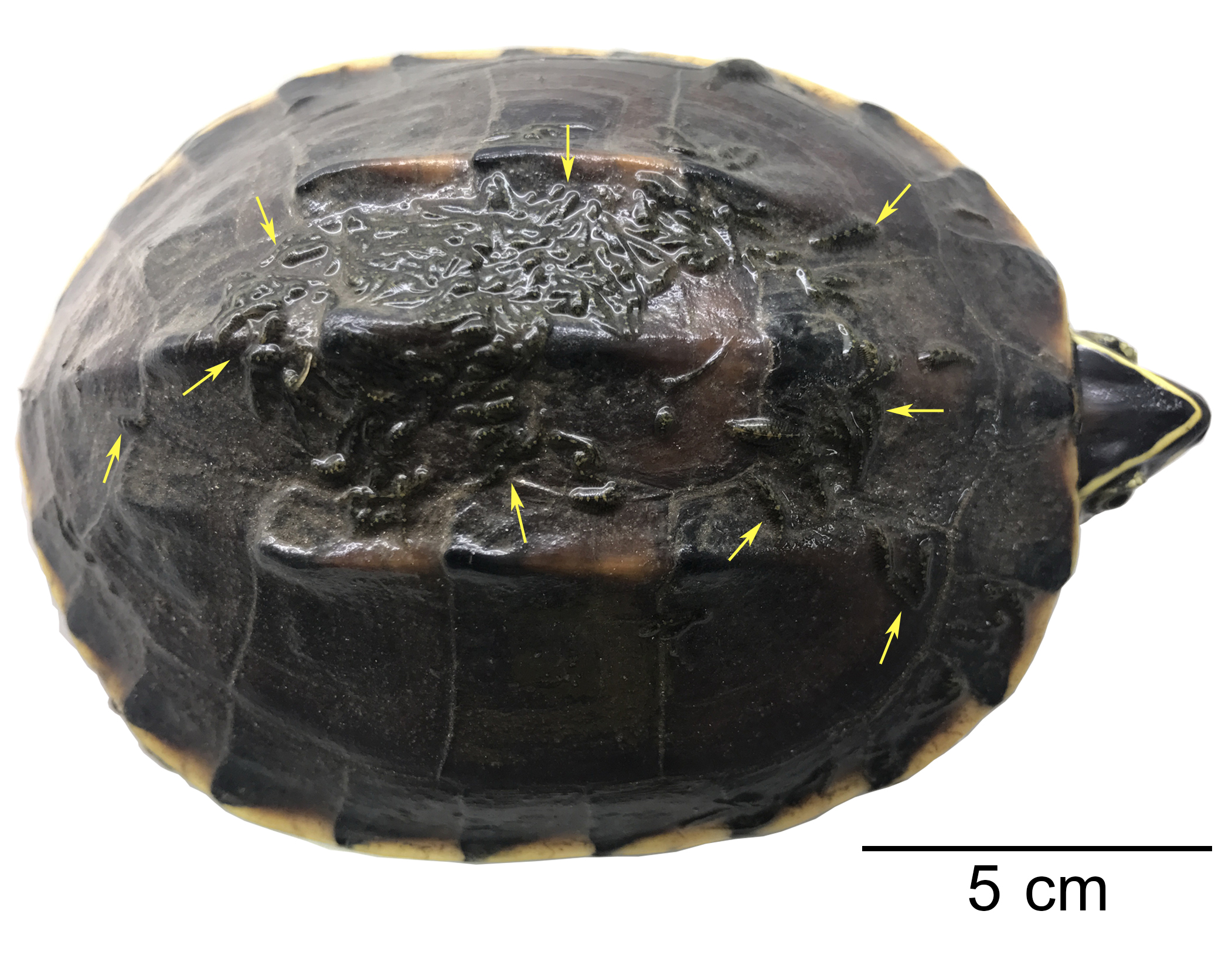
Parassitismo di Placobdelloides siamensis sul carapace di Malayemys subtrijuga.

La parassitologia evoluzionistica si occupa del ruolo che possono aver avuto gli animali viventi sopra il tessuto o all'interno di altri. Ad esempio le razze, gli squali, nonché i pesci teleostei e le rane hanno i monogenei tra i parassiti, mentre le tartarughe hanno dei digenei.
Gli altri animali hanno spesso cestodi, o trematodi, o nematodi. Tra gli animali che sono parassiti ci sono i linguatulidei e gli insetti. Molto minori sono i casi di ciliati, nematomorfi, crostacei.

## Parassitismo nella fantasia
Un esempio di essere vivente parassitoide è lo Xenomorfo, la specie aliena immaginaria rappresentata nel film Alien e nell'omonimo franchise. Questa creatura di fantasia si riproduce parassitando altre specie viventi - nel caso specifico, gli umani - nutrendosi degli organi interni dell'ospite fino a quando, pronta per affrontare vita autonoma, fuoriesce violentemente dal petto o dalla pancia dell'animale parassitato, cagionandone la morte.
Un altro esempio di parassiti nella fantasia è il simbionte mutante noto come Las Plagas, comparso in più videogiochi della serie Resident Evil. Questi parassiti attecchiscono al midollo spinale dell'ospite e prendono il controllo del suo sistema nervoso annullandone consapevolezza o autocontrollo, rendendo gli infetti non solo estremamente violenti, ma anche più forti e resistenti. Questi parassiti possono anche fuoriuscire dal corpo degli infetti qualora vengano minacciati, presentando quindi le sembianze di un polpo.
Nel celebre videogioco The Last of Us una immaginaria forma di fungo parassita Cordyceps può essere trasmessa da un essere umano all'altro rendendoli mostri cannibali senza capacità di ragionamento.